# Хилти, Карл
Карл Андреас Хилти (нем. Carl Hilty; 28 февраля 1833 — 12 октября 1909) — швейцарский правовед, профессор конституционного права, политик, философ

, богослов и писатель

.

## Биография
Хилти родился в небольшом городке Верденберг в кантоне Санкт-Галлен на востоке Швейцарии. Его отцом был врач Иоганн Ульрих Хилти, который практиковал медицину в Куре, столице восточного кантона Граубюнден. Его семья веками жила в Верденберге, и в 1835 году он купил разрушающийся замок Верденберг на аукционе. Мать Карла Хилти Элизабет (урождённая Килиас) родом из Кура умерла уже в 1847 году.
С 1851 по 1853 год Хилти изучал юриспруденцию в Германии в Гёттингенском университете. В 1854 году он получил степень доктора в Гейдельбергском университете.
В 1857 году, после нескольких месяцев помолвки, Хилти женился на Йоханне Гертнер, которая происходила из семьи учёных-юристов из Пруссии. Её отец Густав, который уже умер в 1842 году, был профессором права в Боннском университете. Её мать Мари Симон, родившаяся в Бреслау в семье судьи и бывшего председателя прусской экзаменационной комиссии юристов, написала и опубликовала политический роман о немецких революциях 1848—1849 годов. Как и её брат Генрих Симон, который был видным членом Франкфуртского парламента, ей, очевидно, пришлось спасаться от антидемократических и антилиберальных репрессий в реакционную эпоху, последовавшую за подавленными революциями, и присоединиться к нему в его швейцарском изгнании. Крёстным отцом Джоанны был писатель-националист и сторонник демократии Эрнст Мориц Арндт, который также был членом парламента Франкфурта.
В 1862 году Хилти поступил на службу в штат юристов Вооружённых сил Швейцарии в дополнение к работе в своей юридической фирме.
В 1872 году он также стал членом Большого городского совета Кура.
В 1874 году он стал профессором конституционного права в Бернском университете.
Хилти выступал за право женщин избирать и быть избранными за несколько десятилетий до того, как эта тема стала мейнстримом. Хилти утверждал, что Швейцария, как национальное государство, включающее несколько национальностей и языков, имеет уникальную миссию продемонстрировать, что национальное государство может преодолеть племенные тенденции.
В 1890 году он стал членом Национального совета.

## Последние годы
Его жена Джоанна умерла в 1897 году. Хилти умер в Кларансе в 1909 году.

## Наследие
Работа Хилти повлияла на мышление Уильяма Джеймса.